# Antoni Pou Reus
Antoni Pou Reus (Palma 1881-1934) va ser un advocat i polític mallorquí.
Antoni Pou militava durant la Restauració dins el Partit Liberal i va ser elegit regidor de Palma entre 1909 i 1911. Els anys 1912-1913 va aconseguir la batlia de Palma, destaca de la seva gestió assolir la titularitat pública de l'aigua de la Font de la Vila. També va ser senador el 1923.
Posteriorment transità políticament fins a apropar-se al corrent reformista que encapçalava Melquiades Álvarez. La proclamació de la Segona República Espanyola el portà a ser governador civil de les Illes Balears. A les eleccions de juny de 1931 no volgué participar en la Conjunció Republicano-socialista. Pou es posà al capdavant d'una candidatura moderada anomenada Concentració Republicana però no va treure representació (10.971 vots). Als comicis per triar les minories d'octubre de 1931 es tornà a presentar i encara que disposava del suport del Partit Republicà de Centre, tampoc sortí elegit diputat.
Formà part de diverses entitats socials. Entre 1927-1933 va ser president del Círculo Mallorquín. També presidí la Real Societa Hípica i el Club de Regates.
| Precedit per: Lluís Alemany | Batle de Palma 1912-1913 | Succeït per: comte d'Olocau |